# Giovanni Gambaudo
Giovanni Gambaudo (Moasca, 1915 – Qaret el Himmeimat, 24 ottobre 1942) è stato un militare italiano, insignito della medaglia d'oro al valor militare alla memoria nel corso della seconda guerra mondiale nasce nel 1915 (Asti).

## Biografia
Nacque a Moasca, provincia di Asti, nel 1915, figlio di Luigi e Clementina Grimaldi. 
Conseguito il diploma di ragioniere e iscritto al terzo anno della Facoltà di economia e commercio dell'Università di Torino, nel dicembre 1937 fu arruolato nel Regio Esercito ed ammesso a frequentare il corso allievi ufficiali di complemento venendo nominato sottotenente dell'arma di fanteria nell'ottobre 1938, in forza al 92º Reggimento fanteria "Basilicata". Posto in congedo nel febbraio 1939 ripresi gli studi laureandosi dottore in economia. Richiamato in servizio attivo nel dicembre 1940 presso il 92º Reggimento fanteria, nel settembre 1941 fu ammesso volontario alla Scuola paracadutisti di Tarquinia. Ultimati i corsi di addestramento, e conseguito il relativo brevetto, e nel gennaio 1942 e trasferito al 186º Reggimento paracadutisti della 185ª Divisione paracadutisti "Folgore", e sei mesi dopo partì per l'Africa Settentrionale Italiana dove si distinse subito in numerose azioni di pattugliamento sul fronte di El Alamein. Decorato di medaglia di bronzo al valor militare nel mese di agosto, cadde in combattimento a Qaret el Himmeimat il 24 ottobre 1942. Fu successivamente insignito della medaglia d'oro al valor militare alla memoria.